# 성직자기본법

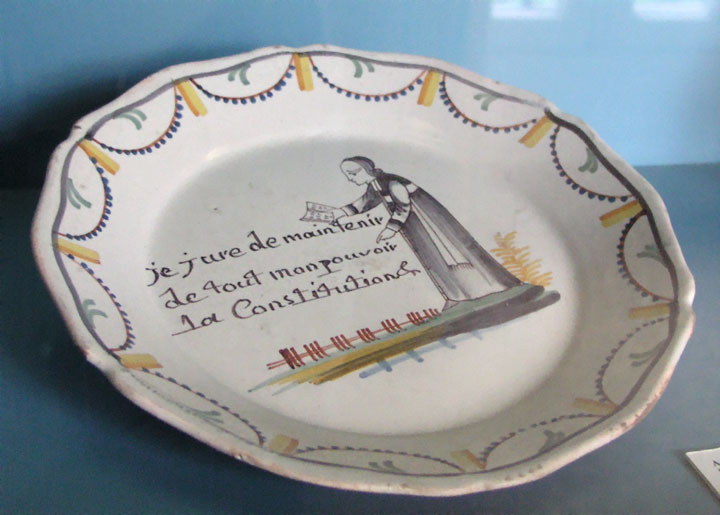
1790년에 나온 기념 접시, 헌법에 맹세를 하는 성직자(curate)

성직자 기본법(프랑스어: Constitution civile du clergé)은 1790년 7월 12일 제정된 프랑스 혁명기의 법률로 프랑스 내에 있는 가톨릭 교회를 무력화하여 프랑스 혁명정부에 종속시키려 했던 법률이다. 법을 이용한 공포정치의 일환을 보여주는 대표적인 역사적 유물이라 할 수 있다. 로마 교황청은 프랑스 혁명에 반대하고 기존의 왕정과 국왕 루이 16세를 수호하려는 입장이었다. 특히 교황청은 유럽의 평화를 위해 정치적 중립을 표방함으로써 실상 프랑스를 지지하지 않았고, 프랑스 혁명에 적대세력이었던 왕당파를 지원하였다. 이러한 일련의 교황청의 입장은 프랑스 혁명을 일으킨 주역인 국민공회와는 적대적인 상황이었다. 성직자 기본법은 각 교구의 범위를 행정기관의 범위와 일치시키고, 교황의 주교 임명권을 박탈하여, 국가가 성직자를 선출하여 서품하도록 하고, 프랑스 국민혁명 정부가 정한 절차에 따라 주교를 선발·임명하도록 규정하였다. 프랑스 혁명정부는 성직자들에게 혁명으로 새롭게 제정된 헌법에 충성을 맹세토록 법률로 강제하였다. 이는 실상 가톨릭 성직자들에게 교황에 대한 충성을 거부하라는 의미였다. 이러한 일련의 조치는 로마 가톨릭교회 사제들과 신도들의 극심한 저항을 불러일으켰다. 이 법의 시행으로 프랑스 가톨릭 성직자들은 소수의 선서파와 다수의 선서거부파로 분열되었으며 맹렬한 교황의 비난과 함께 프랑스와 교황청은 외교관계가 단절되고 말았다. 이후 1794년에 테르미도르의 쿠데타가 일어나 다음해 1795년 2월 21일에 이 법률은 폐지되었다. 그리고, 1801년에 프랑스와 교황청 간의 콩고르다툼(정교협약)의 체결로 갈등은 해소되고 성직자기본법은 역사속으로 사라지게 되었다.

## 역사적 배경

### 프랑스 대혁명
1789년에 ‘삼부회’에서 제3신분을 중심으로 ‘국민의회’와 이어서 ‘헌법제정국민의회’가 발족하였고, 7월 14일 ‘바스티유 습격’과 10월 5일 ‘베르사유 행진’ 등으로 프랑스 국내에서는 급속하게 혁명의 기운이 고조되었다. 그러나 삼부회 소집의 원인이 되었던 재정 문제는 혁명의 진전으로 국민의 세금 징수에 대한 반항심이 높아져 수세율이 떨어졌고, 또한 평민의 지지를 획득하기 위하여 몇 가지 세금을 이미 폐지하였기 때문에 더욱 위험한 상황이 되고 있었다.

### 가톨릭 교회 재산 몰수
프랑스 혁명 정부와 극심한 대립으로 사실상 적대세력이 된 교황청과 가톨릭 교회의 힘을 무력화시키고, 파탄에 빠진 프랑스의 재정문제를 타개하기 위해 당시 고위 성직자의 호사스러운 생활을 지원했던 재원이었지만, 국민들 사이에서는 기부 등으로 구성되어 있기 때문에 공공재의 의식이 강하다는 명분을 이용해 가톨릭 교회 재산을 국가가 관리함으로써 재정 적자를 보전하는 재원으로 삼으려 했다. 성직자 출신이었던 탈레랑주교와 시에예스 등을 중심으로 한 의원에 의해 제기되었고, 미라보(Mirabeau,1749-1791)에 의해 다시 시도 되었다. 미라보는 두 번의 연설을 통해 교회재산의 진정한 소유자는 국민임을 입증하고자 하였다. 이 법은 1790년 11월 2일 의결되었고 교회와 성직자의 재산은 몰수된 후 국유화되었다. 의회는 현금마련을 위해 국유화된 재산을 담보로 하여 ‘아시냐’라는 채권을 발매하였다.

## 법률 제정

### 국가 공무원화
혁명정부에 적대세력이 되어버린 교황청과 가톨릭 교회를 무력화시키기 위해, 신 헌법에 대한 충성 맹세를 강제하여 선서를 하지 않는 사제의 교회는 예배가 금지되었고, 추가적으로 가톨릭 교회와 성직자의 재산 몰수와 가톨릭 교회의 주요 소득이었던 십일조를 미리 폐지 조치를 단행함으로 프랑스 내에서 가톨릭 교회의 무력화를 시도하였다. 이때 대다수의 사제들은 성직을 내려놓고 일반 시민으로 돌아가거나 프랑스를 탈출하여 외국에서 성직을 이어가거나 혁명정부의 조치에 순응하여 신 헌법에 대한 맹세를 해야하는 선택의 기로에 서게 되었다. 특히 하급 성직자들은 대부분 프랑스를 몰래 떠나는 사태가 발생하게 되었다. 그래서, 프랑스 국민혁명 정부는 가톨릭 성직자를 달래기 위해 국가 체제 속에 경제적 지원을 해줌으로써 동요하는 성직자들을 포용해야 한다는 취지에서 법률이 제정되었다. 이 법률로 인해 1516년 프랑수아 1세와 교황 레오 10세에 의해 체결된 정교조약(콩고르다툼)을 폐지하였다.

### 기본내용
이 법률은 기존 135개였던 교구를 83개로 줄이고, 각 교구나 조직 등을 규정함으로써, 기존의 가톨릭 교구를 국가가 통제하기 쉬운 행정구역 기준으로 교구를 재편성하였다. 게다가 주교 및 사제의 선출 방법과 임기, 임금 등을 규정함으로써, 교황에 충성하지 않는 혁명에 순응하는 성직자의 생활을 보장하면서 프랑스 가톨릭 교회를 프랑스 혁명정부의 통치기구의 하나로 삼는 것이 의도였다. 또 한편으로는, 로마 교황과 고위 성직자의 뜻을 따를 것이 아니라, 프랑스 혁명정부의 헌법을 준수할 것을 선서와 함께 요구하고, 가톨릭 성직자에 대한 국가의 통제와 지배를 강화하려는 의도였다.

### 가톨릭 교회의 반발
국왕 루이 16세는 교황의 의견을 들어야만 한다는 이유로 처음에는 성직자기본법의 서명을 거부하였으나, 점점 증가되는 압력에 굴복하여 마침내 서명하고 말았다. 교황 비오 6세는 이 법에 대해 강하게 비난했다. 이 법은 그 전까지는 가톨릭 교회의 영향력이 지대하던 프랑스의 가톨릭 교회를, 프랑스 국민혁명 정부의 통치 아래에 옮겨놓는 일종의 정치적 조치였기 때문이었다. 1790년 7월 12일, 의회는 성직자에게 혁명의 여러 법률에 대한 충성 선서를 강제하는 내용이 포함된 법률을 의결했고, 다음해 1월부터 의무화하였다. 성직자들 중에는 소수의 선서하는 사제와 이를 거부하는 대부분의 사제들로 나뉘게 되었다. 직접적인 표현만 없었을 뿐이지 사실상 교황에 대항하라는 의미가 내포된 선서를 사제들이 할 수는 없었기 때문이다. 선서를 거부하는 사제들은 교회에서는 미사 참여가 법으로 금지되었다. 가톨릭 성직자들의 대부분은 성직을 단념하고 일반 시민으로 돌아가거나 프랑스를 떠나 외국에서 사제직을 수행하였다. 수천 명 단위의 순교한 사제들도 있었다. 교황 비오 6세는 1791년 3월과 4월에 자신의 동의없이 국가가 임명한 신임 주교의 서품은 신성모독이라고 선언했으며, 선서를 한 성직자들을 정직시켰다. 이후 프랑스와 교황령의 외교관계는 단절되었다.

### 탄압
따라서 독실한 가톨릭 신도가 많은 농촌 지역에서 반혁명 운동이 일어나 방데 전쟁으로 이어졌다. 또한 교황은 프랑스 국가 주도의 새로운 선거에 의해 선출된 선서 성직자 주교의 서임을 거부하는 등 반발은 각 방면에 퍼졌다. 이에 대해 의회는 비선서 가톨릭 성직자를 반혁명분자로 내몰고 설교 금지는 물론 해당 교회는 예배가 금지되고, 혁명이라는 명분 하에 각지에서 가톨릭 성직자에 대한 구타, 감금 및 살해 등의 탄압을 실시했다. 이로 인해 상당수의 사제들은 국외로 탈출하고 교황을 수호하기 위해 많은 사제들이 순교하게 되면서 프랑스와 교황청은 극심한 갈등을 겪게 되었다. 또한 이 때문에 프랑스 가톨릭 교회는 교황에게 충성하고 성직자기본법을 거부하는 다수의 '거부파'와 성직자기본법을 받아들이고 선서한 소수의 '선서파' 성직자들로 분열되었다.

## 같이 보기
- 십일조
- 프랑스 혁명
- 프랑스 혁명 시기의 십일조 폐지 과정
- 왕당파
- 올빼미 당
- 리옹 반란
- 프랑스 혁명 전쟁

## 폐지
1794년에 테르미도르의 쿠데타가 일어나 다음해 1795년 2월 21일에 이 법률은 철폐되었고, 비선서 성직자에 대한 탄압도 끝났다. 또한 1801년에는 나폴레옹이 교황 비오 7세에게 사과를 하고 양 자간의 정교협약이 체결되어 프랑스의 교회가 가톨릭교회의 조직으로 재구성됨으로써 이러한 혼란은 종결되었다.